# Юнновский сельсовет
Юнновский сельсовет  — муниципальное образование в Илишевском районе Башкортостана.

## История
Юнновский сельсовет Илишевского района Республики Башкортостан образован Законом Республики Башкортостан «Об образовании Юнновского сельсовета Илишевского района Республики Башкортостан» от 04 февраля 2000 года N 47-З, (с изменениями на 29 декабря 2006 года).

Статья 1. Образовать Юнновоский сельсовет Илишевского района Республики Башкортостан с административным центром в селе Верхнеяркеево, разделив территорию Яркеевского сельсовета Ильшевского района Республики Башкортостан. Включить в состав Юнновского сельсовета село Юнны, село Нижнеяркеево, село Ирмашево, деревню Каенлык. (в ред. Закона РБ от 29 декабря 2006 года №404-з) Объединить села Верхнеюнново и Нижнеюнново Яркеевского сельсовета в село Юнны. (в ред. Закона РБ от 29 декабря 2006 года №404-з)
Согласно Закону Республики Башкортостан «О границах, статусе и административных центрах муниципальных образований в Республике Башкортостан» от 16 декабря 2004 года имеет статус сельского поселения.

## Население
| 2002  | 2009  | 2010  | 2012  | 2013  | 2014  | 2015  |
| ----- | ----- | ----- | ----- | ----- | ----- | ----- |
| 1849  | ↘1699 | ↗1881 | ↗1903 | ↗1921 | ↗1974 | ↗2145 |
| 2016  | 2017  | 2018  |       |       |       |       |
| ↗2264 | ↗2460 | ↗2662 |       |       |       |       |

## Состав сельского поселения
Центр сельсовета расположен в с. Верхнеяркеево, которое в состав данного сельсовета не входит.
| № | Населённый пункт | Тип населённого пункта | Население |
| - | ---------------- | ---------------------- | --------- |
| 1 | Нижнеяркеево     | село                   | ↗977      |
| 2 | Юнны             | село                   | ↗814      |
| 3 | Каенлык          | деревня                | ↗80       |
| 4 | Ирмашево         | деревня                | ↘10       |